# Sulinaarmen
Sulinaarmen (eller Sulina-armen eller Sulinakanalen ) er den midterste flodarm  af Donau-floden i Donau-deltaet,   i det østligste Rumænien.
De to andre hovedgrene af Donau er Kilijske hyrlo (Chilia) mod nord og Sfântu Gheorghe-armen mod syd.
Sulina-armenløber lige mod øst, starter ved Tulcea og når Sortehavet ved havnen i Sulina.
- Rørskov langs  Sulina-armen
- Fiskerbåd på Sulina-armen